# 埃里克·卡普兰

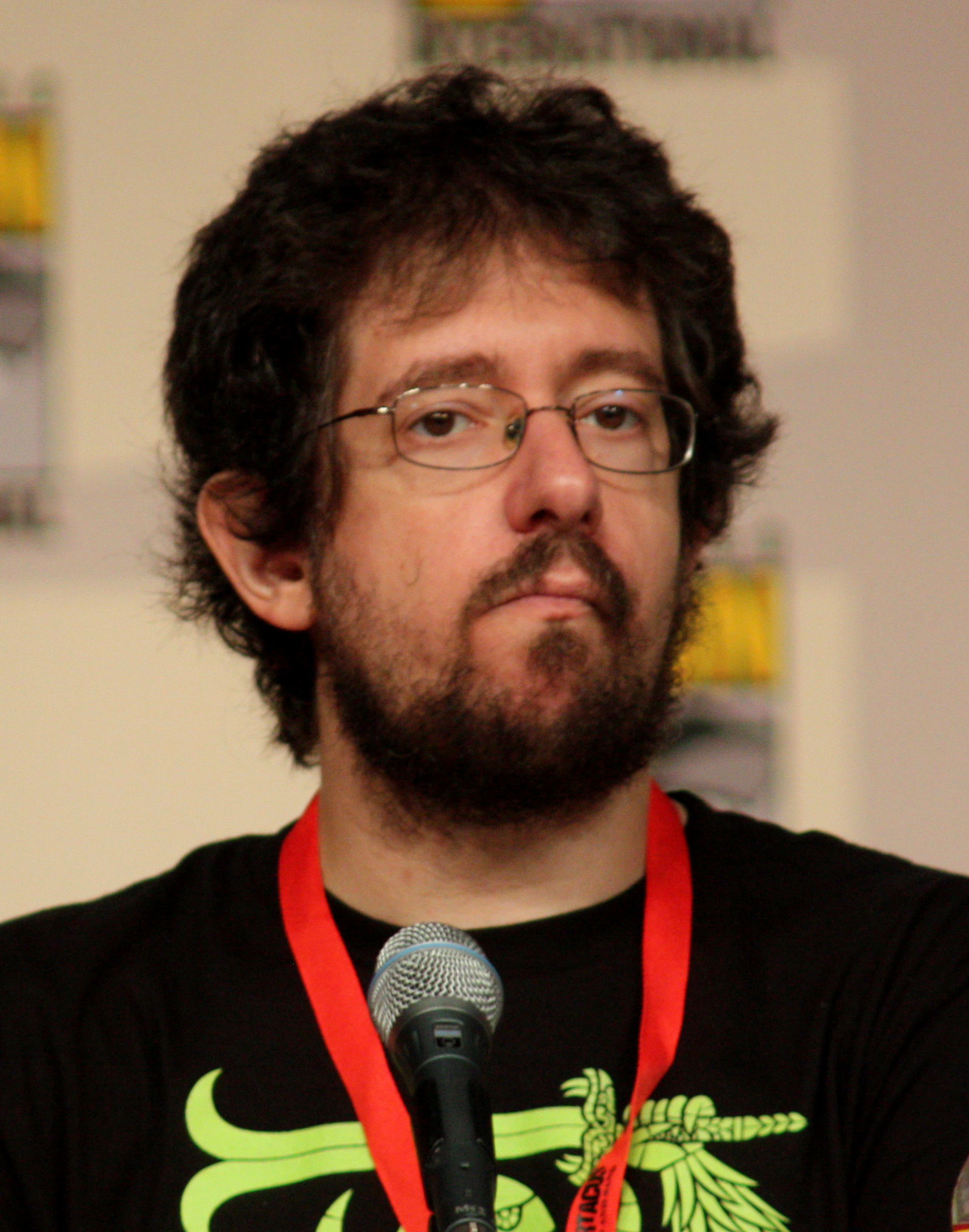

埃里克·卡普兰（Eric Kaplan，1967年2月23日—）是一名美国剧作家、制片人和电视编剧。他的作品包括《大卫深夜秀》，《马尔科姆的一家》，《飞出个未来》，以及《生活大爆炸》。
埃里克·卡普兰生长于美国弗拉特布什(Flatbush)。母亲是伊拉斯谟霍尔中学(Erasmus Hall)的一名生物老师，父亲是一名律师。中学就读于亨特中学(Hunter High School)，在哈佛大学毕业，研究生所读专业是分析哲学。